# 早川光
早川 光（はやかわ ひかり、1961年3月20日 - ）は、日本の漫画原作者、元映画監督、コラムニスト。
男性である。

## 来歴
東京都新宿区原町生まれ。1984年、初の劇場用映画『アギ鬼神の怒り』を監督。
1985年、24歳の時に『すし江戸前を食べる』（鳳山社）を発表。
1986年、『アギ鬼神の怒り』がアボリアッツ国際ファンタスティック映画祭で最終選考作品となる。1988年10月から翌1989年3月までテレビ朝日『トゥナイト』のレポーターを担当。
1989年、35ミリモノクロ短篇『よみがえる闇』（原作:永井豪）を「ローマ国際ファンタスティック映画祭」に出品。
2000年10月から2002年3月まで、グルメ情報番組『絶品!地球まるかじり』（テレビ東京）のブレーンを手がける。
2002年、『MANGAオールマン』（集英社）10号より『江戸前鮨職人きららの仕事』を連載開始。同年9月、東京都環境局「名湧水選定委員」に就任し「東京の名湧水57選」選定に関わる。
2009年、『ビジネスジャンプ』（集英社）20号より『ダシマスター』を連載開始。2011年、『ジャンプ改』創刊号より茶道を題材とした漫画『私は利休』を連載開始。2012年、『グランドジャンプ』12号よりパティシエ漫画『アントルメティエ』を連載開始。
2014年、TwellVのグルメ番組『早川光の最高に旨い寿司』のナビゲーターを担当。

## 作品

### 映画
- 邂逅（1976年、監督/脚本/撮影）
- GOちゃん（1976年、監督/脚本/撮影）
- うしごめはいむ（1976年、監督/脚本/撮影）
- 光線と感傷（1976年、監督/脚本/撮影）
- パセリを耳に（1977年、監督/脚本/撮影）
- さくみ（1977年、監督/脚本/撮影）
- YAMASHITA（1977年、監督/脚本/撮影）
- 青い血の女（1977年、監督/脚本/撮影）
- めけめけ（1977年、監督/脚本/撮影）
- 下北（1977年、監督/脚本/撮影）
- 猟奇ムチウチギターの調べ（1978年、監督/脚本/撮影）
- ガルバ（1978年、監督/脚本/撮影）
- バジュラ（1978年、監督/脚本/撮影）
- ハクアトロンの東（1978年、監督/脚本/撮影）
- A SONG FOR LADY VIORETTA（1978年、監督/脚本/撮影）
- ロック・ミュージカル 卑彌呼（1978年、監督/脚本/撮影）
- クライマックス彌馬升（1979年、監督/脚本/撮影）
- NOTO（1979年、監督/脚本/撮影）
- VASARERY-FROM FINE ART TO PLASTIC UNITY（1979年、監督/脚本/撮影）
- 二人でお茶を（1979年、監督/脚本/撮影）
- 素敵なあなた（1979年、監督/脚本/撮影）
- マウラブラ バヤ ハタリ（1979年、監督/脚本/撮影）
- 奇寧魔衛生博覧会（1979年、監督/脚本/撮影）
- スターダスト ライジング（1980年、監督/脚本/撮影）
- プリアポス クライシス（1980年、監督/脚本/撮影）
- WHAT THOU WHAT（1980年、監督/脚本/撮影）
- イン・ザ・モーニング・サンシャイン（1981年、監督/脚本/撮影）
- スター・ダスト（1982年、監督/脚本/撮影）
- イクイノックスー春分点（1982年、監督/脚本/撮影）
- テスモポリア（1982年、監督/脚本/撮影）
- アギ 鬼神の怒り（1984年、監督/脚本/撮影）

### オリジナルビデオ
- うばわれた心臓（1985年、監督/脚本）
- モモコワンダーランド　ストレンジハウス（1986年、監督/脚本）
- 永井豪のこわいゾ～ン 怪鬼 第2話「よみがえる闇」（1989年、監督）
- 永井豪のこわいゾ～ン2 戦鬼 第2話「吸血鬼狩」（1990年、監督/脚本）
- ナンパルンパ　私ヤリたいんです（1990年、監督）
- けっこう仮面（1991年、監督/脚本）
- イタイ話（1991年、監督）
- 聖少女仮面　マルガリータ（1992年、監督/脚本/原案）
- 極楽競馬　のるかそるかの大逆転！（1992年、監督）

### 著書
- すし 江戸前を食べる（鳳山社、1985年、ISBN 978-4-8316-0080-6）
- ル・デジュネ　フランス料理ランチガイド（鳳山社、1987年、ISBN 978-4-8316-0088-2）
- 東京迷走大図鑑（シネルクス、1987年、ISBN 978-4-8316-0089-9）
- 東京の自然水　歩く楽しむ（農山漁村文化協会、1988年、ISBN 978-4-540-88042-1）
- 名水巡礼東京八十八カ所（農山漁村文化協会、1992年、ISBN 978-4-540-91103-3）
- 新・東京の自然水 （農山漁村文化協会、1992年、ISBN 978-4-540-92036-3）
- おいしい水で料理が変わる　ごはんだしスープからお茶デザートまで（農山漁村文化協会、1993年、ISBN 978-4-540-93003-4）
- ミネラルウォーター・ガイドブック （新潮社、1994年、ISBN 978-4-10-398901-1）
  - 同作（新潮社、1995年、ISBN 978-4-10-398902-8）
  - 同作（新潮社、2002年、ISBN 978-4-10-398904-2）
  - 同作（新潮社、2005年、ISBN 978-4-10-398905-9）
  - 同作（新潮社、2008年、ISBN 978-4-10-398906-6）
- 地上最強の男は誰か　真剣勝負論争にピリオドを打つ！！（飛鳥新社、1994年、ISBN 978-4-87031-194-7）
- 東京名物（新潮社、1996年、ISBN 978-4-10-398903-5）
  - 同作（新潮社、2002年、ISBN 978-4-10-138131-2）
- ミネラルウォーターで生まれ変わる（マガジンハウス、1998年、ISBN 978-4-8387-1037-9）
- 江戸前ずしの悦楽　「次郎よこはま店」の十二カ月（晶文社出版、1999年、ISBN 978-4-7949-7603-1）
- 東京のえんぎもの（求竜堂、1999年、ISBN 978-4-7630-9943-3）
- 日本一江戸前鮨がわかる本（ぴあ、2007年、ISBN 978-4-8356-1664-3）
  - 同作（文藝春秋、2009年、ISBN 978-4-16-775388-7）
- 鮨水谷の悦楽（文春文庫、2008年、ISBN 978-4-16-771798-8）

#### 共著
- 大アンケートによる男優ベスト150 (文春文庫ビジュアル版、1993年) - ベスト投票に参加してあわせて日本人男優についての説明文を執筆
- 異説・黒沢明（文春文庫ビジュアル版、1994年、ISBN 978-4-16-811620-9）
- B級グルメのたのしい温泉（文春文庫ビジュアル版、1995年、ISBN 978-4-16-810605-7） - 別府温泉について記述
- 東京最高のレストラン 2007 （ぴあ、2006年、ISBN 978-4-8356-1679-7）
- 東京最高のレストラン 2008 （ぴあ、2007年、ISBN 978-4-8356-1646-9）

#### 監修
- 水のめぐみ -水を知れば、カラダもココロもきれいになれる-（著者:西岡泰志、求龍堂、1996年、ISBN 978-4-7630-9605-0 ）

### 漫画原作

#### 連載
- 江戸前鮨職人きららの仕事（『MANGAオールマン』2002年No.10 - 同年No.15、『スーパージャンプ』2002年No.19 - 2007年No.16、全16巻） ※作画:橋本孤蔵
  - 渡職人残侠伝 慶太の味（『オースーパージャンプ』2006年No.8 - 2010年No.5、『まんぷくジャンプ』2011年1号、『スーパージャンプ』2007年No.17 - 2011年No.18、全4巻） ※作画:橋本孤蔵
  - 江戸前鮨職人 きららの仕事 ワールドバトル（『スーパージャンプ』2008年No.1 - 2010年No.7、全7巻） ※作画:橋本孤蔵
- ダシマスター（『ビジネスジャンプ』2009年No.20[1] - 2011年No.21・22[2]、『グランドジャンプ』2011年No.1 - 同年No.15、全6巻（未完）） ※作画:松枝尚嗣
- 私は利休（『ジャンプ改』2011年vol.1[3] - 2013年11月号、全4巻） ※作画:連打一人、監修・協力:木村宗慎
- アントルメティエ（『グランドジャンプ』2012年12号[4] - 2013年14号、全4巻） ※作画:きたがわ翔、監修:高木康政
- ごほうびおひとり鮨（『ふんわりジャンプ』2016年6月23日 - 、月二回更新、全5巻） ※作画:王嶋環
- 茶の湯のじかん（『ヤンジャン!』2018年7月23日 - 2019年11月、既刊1巻[5]（電子書籍では既刊2巻）） ※漫画:pikomaro、茶の湯監修:木村宗慎
- まひるのランチずし（『オフィスユー』2021年4月号[6] - 2023年6月号、全3巻） ※漫画:村上ジュンコ
- 今夜、寿司屋で。〜至福の日本酒〜（『Z』2021年1月29日[7] - 2022年→『ヤンジャン！』2022年 - 2023年、既刊3巻）※漫画：瀬上あきら[8]
- 1,000円のしあわせ（『オフィスユー』2024年1月号[9] - 連載中、既刊1巻） ※漫画：シタラマサコ

#### 読切
- 握る魂（『オースーパージャンプ』2007年8月号） ※作画：坂本眞一
- 数奇な人（『オースーパージャンプ』2010年No.2） ※作画：竹谷州史
- 天辺の寿司（『グランドジャンプPREMIUM』2015年9月号[10]） ※作画：松井勝法
- 極楽ひとり酒（『オフィスユー』2022年1月号） ※作画：王嶋環
- 1,000円のしあわせ（『オフィスユー』2023年10月号[11]） ※漫画：シタラマサコ

## その他
- 漫画原作、江戸前寿司の評論などマルチに活躍している。